# J. Michael Bailey

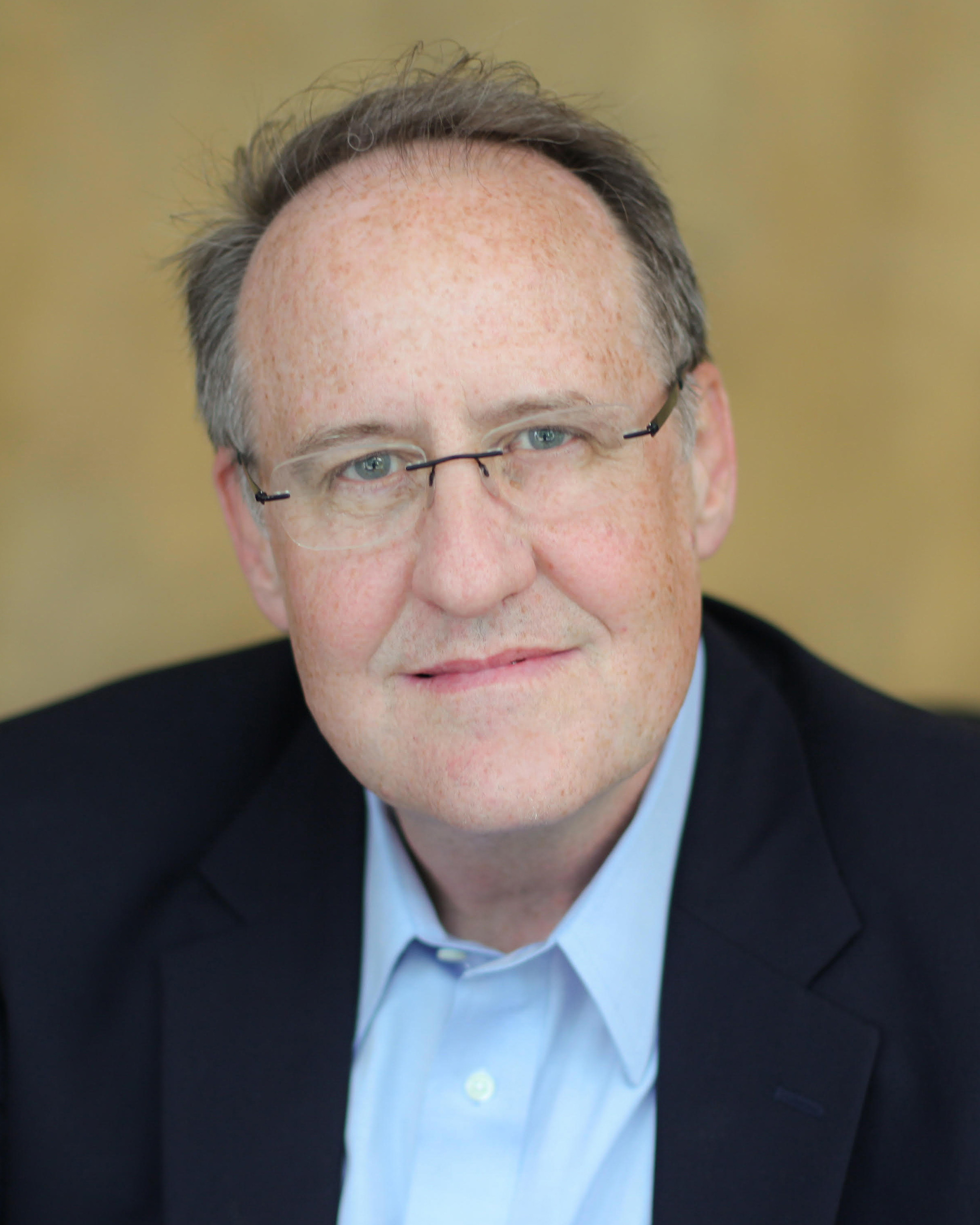
J. Michael Bailey (2014)

John Michael Bailey (Lubbock (Texas), 2 juli 1957) is een Amerikaanse psycholoog, gedragsgeneticus, en professor aan de Northwestern-universiteit en voornamelijk bekend vanwege zijn werk over de etiologie van seksuele geaardheid en parafilie. Hij beweert dat mannelijke seksuele geaardheid hoogstwaarschijnlijk al ontstaat in de baarmoeder.
Bailey publiceerde in 2003 The Man Who Would Be Queen, een boek over de mannelijke seksuele geaardheid, waarin ook transseksualiteitstypologie van Ray Blanchard opgenomen is als verklarend model, wat tot aanzienlijke controverses leidde.
Bailey erkent en is inclusief tolerant over transseksualiteit in de vorm van autogynofilie en androfilie, maar staat bekend als genderkritisch ten aanzien van genderbevestigende zorg voor jongeren.

## Opleiding en carrière
Bailey is geboren in Lubbock, Texas. Hij behaalde zijn Bachelor of Arts diploma in wiskunde aan Washington-universiteit te Saint Louis in 1979 en zijn Ph.D. in klinische psychologie aan de Universiteit van Texas in Austin in 1989, waar hij studeerde onder gedragsgenetica-onderzoeker Lee Willerman.
Bailey werd in 1989 hoogleraar aan Northwestern-universiteit. In de jaren negentig publiceerde Bailey verschillende artikelen die een erfelijke component voor seksuele geaardheid suggereerden. In 2003 publiceerde hij The Man Who Would Be Queen.
Nadat Bailey in 2003 zijn boek The Man Who Would Be Queen publiceerde ontstond er een hetze tegen hem door een klein aantal transseksuelen, in het bijzonder Lynn Conway. Hij zou een alcoholist zijn, seks hebben met een transseksuele patient, hij zou niet in staat zijn zijn afdeling ordelijk te beheren en men probeerde hem uit zijn functie als professor te krijgen. Conway kreeg steun van professor Eli Coleman van de Universiteit van Minnesota (en later directeur van WPATH). Historicus Alice Dreger deed onderzoek naar de aantijgingen, publiceerde hier een studie over waarin haar conclusie was dat geen van de aantijgingen konden worden aangetoond.
In oktober 2004 trad Bailey terug als voorzitter van de afdeling psychologie, maar bleef werkzaam als hoogleraar in het noordwesten van het land.
In 2018 nodigde Bailey de controversiële evolutionair psycholoog Satoshi Kanazawa uit aan de Northwestern University als gastonderzoeker. Dit leidde tot grote protesten op de universiteit. Meer dan 4000 mensen tekenden een petitie waarin ze zich verzetten tegen Kanazawa die daar onderzoek zou doen vanwege Kanazawa's beweringen over seksualiteit, ras, religie en feminisme.
In 2023 publiceerde Bailey, als aanhanger van de rapid-onset genderdysforie-theorie, een artikel in Archives of Sexual Behaviour over dit onderwerp, wat tot grote controverse leidde. Het artikel werd ingetrokken omdat Bailey en zijn medeschrijver geen toestemming hadden gekregen van de respondenten om hun resultaten te publiceren.
- Bibliothèque nationale de France: cb14546805s (data)
- International Standard Name Identifier: 0000 0000 3824 7050
- Library of Congress Control Number: n2002116918
- Nationale Bibliotheek van Israël: 987007384351405171
- ORCID: 0000-0003-4756-1705
- Système universitaire de documentation: 101451156
- Virtual International Authority File: 37155232
- WorldCat: E39PBJrmbwWxgYwCGV4QHpBkjC